# 源国房
源 国房（みなもと の くにふさ）は、平安時代中期から後期にかけての武将。源頼国の六男。後に摂津源氏を継いだ五兄・頼綱の養子となっていたとされる。美濃源氏の祖。

## 経歴
国房の祖父・源頼光は清和源氏の3代目であり、父・頼国、兄・頼綱の摂津源氏は清和源氏の嫡流であった。しかし、頼光の弟・源頼信を祖とする河内源氏が東国での戦功によって台頭し、その勢力は逆転していた。
国房は都において受領層の中級貴族として活動する一方、父祖が国司を務めた美濃国における勢力の扶植に邁進していたが、康平7年（1064年）、美濃において頼信の孫であり前九年の役から帰還した源義家と合戦を繰り広げている（『水左記』『百錬抄』）。詳細については不明であるが、『古事談』にある「義家国房確執事」には、義家は美濃の郎党が国房の郎党に凌辱されたことに端を発し、この報復として義家が郎党を引き連れて騎馬で京から美濃の国房の館を奇襲し、国房は館を脱出したという描写がある。
承暦3年（1079年）には美濃多芸郡において同じく国内に地盤を有する源重宗と大規模な合戦を演じたことから後に両者とも朝廷に召され、国房は私闘の罪により弓庭に拘じられ、一方の重宗は源義家の追討を受けた後、重罪であるとして左獄に下された（『為房卿記』）。
その後、信濃守に任官され、次いで嘉保3年（1096年）正月の除目で伊豆守に任官された。なお、この除目における受領の任命には白河院の意向が大きく汲まれていたとされることから、国房が院に近い立場にあったとも推察される。これとほぼ同時期に美濃の東大寺領茜部荘の荘司を務めるが、茜部荘内西境の地を隣接する私領鶉郷に加えたことから荘務を停止された。
康和元年（1099年）、従五位上に叙された（『本朝世紀』）。天永元年（1110年）には、延暦寺の僧仁誉と共謀し尾張国大成荘に濫入している。本拠地鶉郷は長子・光国に継承された。

## 系譜
- 父：源頼国
- 妻：木工大夫正中の娘
  - 男子：源光国（1063-1147）
  - 男子：源光俊（?-?）
  - 男子：源光忠（?-?）
  - 女子：源信雅室